# Conquistador (1758)
El Conquistador fue un navío de línea de 60 cañones nominales, repartidos en dos cubiertas de cañones y construido en el Arsenal de Cádiz a partir de 1757. Fue capturado en 1762 tras el asedio británico a La Habana iniciado el 6 de junio de ese mismo año con una potente escuadra al mando del amirante Pocock, con posterior captura de la flota allí amarrada. Prestó servicio en la Royal Navy como HMS Conquestador hasta 1782. Como era costumbre en la época, todos los buque de nombre no religioso tenían un nombre de advocación, siendo San Juan Evangelista.

## Diseño y construcción
Se ordenó su construcción el 9 de noviembre de 1756 y debía ser gemelo del navío Tridente, botado en Cartagena en 1754, aunque se le hicieron varias modificaciones, para mejorarlo estéticamente y alcazar mayor velocidad de navegación. Tras su puesta en quilla en octubre de 1757, fue botado en Cádiz el 20 de julio de 1758. El Conquistador fue diseñado según el sistema de construcción "a la inglesa", siguiendo la tradición constructiva de Jorge Juan y teniendo a Mattthew Mullins (castellanizado como Mateo Mullin) como constructor. De acuerdo con los estándares británicos quedaba categorizado como navío de cuarta categoría.

## Historial
Desde mediados de octubre de 1758 hasta primeros de febrero de 1759 estuvo navegando en una misión de corso al mando del capitán de navío D. Juan de Soto y Aguilar. El 11 de febrero embarcó en Cádiz, en el Conquistador, el ingeniero naval José Romero Fernández de Landa.
El buque recaló en Ferrol el 8 de abril de 1759.  Seguía al mando del mismo comandante en abril de 1759. Tras abandonar Ferrol el 12 de mayo de 1759, zarpa de Cádiz el 29 de agosto de ese mismo año y se incorpora a la escuadra del marqués de la Victoria, uniéndose a la que parte de Barcelona, con destino Nápoles para embarcar y llevar a España al nuevo rey Carlos III, embarcado en el Real Félix. A finales de marzo de 1760 se encuentra en la bahía de Cádiz, tras hacer escala el 17 de octubre de 1759 en Barcelona. El 19 de mayo de 1760 desembarca del Conquistador Romero y Fernández de Landa, embarcando en el navío Asia.
El 14 de abril de 1761, al mando del capitán de navío don Pedro González de Castejón desde el mes de febrero, zarpa de Cádiz con rumbo a La Habana en la escuadra del marqués del Real Transporte, jefe de escuadra don Gutierre de Hevia, para reforzar la presencia española en el Caribe ante la guerra con los británicos. La escuadra la formaban los navíos Aquilón, Soberano, Vencedor, Tigre, Asia y la fragata Venganza. Llevaba un cargamento de cinabrio y no entró en La Habana con el resto de la escuadra de Hevia, si no que se separó a la altura del cabo de San Antonio y puso rumbo a Veracruz. Descargado el mineral de mercurio, zarpó de Veracruz y entró en La Habana para reincorporarse a la escuadra.
El 6 de junio de 1762, dia del comienzo del ataque británico a La Habana, el Conquistador disponía de una tripulación de 452 hombres y estaba siendo carenado. Continuaba al mando del capitán de navío don Pedro González de Castejón y Salazar, y tras la batalla fue finalmente capturado por los británicos en la toma de La Habana por la flota del almirante Pocock. Los británicos lo tuvieron en servicio en la Royal Navy como HMS Conquestador, categorizándolo como navío de cuarta categoría, siendo desguazado a partir del 23 de septiembre de 1782.